# Angelo Maria Della Pergola
Angelo Maria Della Pergola (Pesaro, ... – Bergamo, 1427) è stato un condottiero italiano, allievo di Alberico da Barbiano.

## Biografia
Nel 1405 cercò di soccorrere la Repubblica di Pisa assediata dalle forze al soldo dei fiorentini. Servì quindi sotto diversi padroni: prima Lodovico Migliorati, signore di Fermo; fu poi al servizio di Siena, di Perugia, del Papa e, dal 1422, combatté per Filippo Maria Visconti.